# Список екорегіонів Тунісу
Нижче наводиться список  екорегіонів в Тунісі, згідно  Всесвітнього Фонду дикої природи (ВФД).

## Наземні екорегіони

### Палеарктика

#### Помірні хвойні ліси
- Середземноморські хвойні та мішані ліси

#### Середземноморські ліси, рідколісся і чагарники
- Середземноморські сухі рідколісся та степи
- Середземноморські рідколісся та ліси

#### Пустелі і посухостійкі чагарники
- Північносахарські степи та рідколісся

#### Затоплювані луки і савани
- Сахарські галофіти

## Прісноводні екорегіони
- Постійний Магриб
- Тимчасовий Магриб

## Морські екорегіони
- Туніське плато / Затока Сидру
- Західне Середземномор'я